# Sdružení Arachne
Sdružení Arachne je spolek se sídlem v Praze, který se pod záštitou biologické sekce Přírodovědecké fakulty Univerzity Karlovy podílí na mimoškolním vzdělávání středoškolských studentů se zájmem o biologii a další přírodní vědy. Založen byl v roce 1999 a jeho členy jsou především studenti a zaměstnanci Přírodovědecké fakulty Univerzity Karlovy. Název spolku je inspirovaný bájnou „pavoučí dívkou“ Arachné a odráží snahu propojovat pomocí pomyslné pavoučí sítě starší a nově získané znalosti a dovednosti studentů v jeden celek. Cílem spolku je vedle popularizace přírodních věd také sdružování zájemců o ně.
Významným zakládajícím členem spolku byl Jan Mourek, dnes vedoucí Katedry didaktiky biologie Přírodovědecké fakulty Univerzity Karlovy. V současné době stojí v jeho čele entomoložka Klára Daňková. Na organizaci programu akcí Sdružení Arachne se v minulosti podíleli např. veřejně známý přírodovědec a fotograf Petr Jan Juračka či fotograf cestovatelského projektu Transtrabant Vojtěch Duchoslav. V roli přednášejících se však na akcích spolku objevila celá řada dalších osobností, např. evoluční biolog David Storch, hydrobiolog Adam Petrusek, jazykovědec Karel Oliva, polárník Jaroslav Pavlíček, zoolog Josef Bryja, protistolog Ivan Čepička a další.

## Činnost

### Arachne
Členové Sdružení Arachne každoročně v létě organizují čtrnáctidenní biologické soustředění a vedle toho zpravidla další dvě až tři kratší akce v průběhu roku. Náplní všech tzv. soustředění Arachne jsou především odborné přednášky, laboratorní praktika a botanicko-zoologické exkurze, studenti zde však mají i možnost vyzkoušet si práci na vlastním vědeckém projektu, vlastním přičiněním přispět k péči o chráněné území, seznámit se s vrstevníky se zájmem o obor a v neposlední řadě účastnit se mimoodborného programu. Jednotlivé akce se konají na různých místech v České republice, často v blízkosti chráněných území. První soustředění Arachne proběhlo v roce 1998 (tedy ještě před založením Sdružení Arachne) v rámci Letního soustředění mladých fyziků a matematiků, které se konalo pod záštitou Matematicko-fyzikální fakulty Univerzity Karlovy.

### Fluorescenční noc
Kromě vlastních soustředění Arachne se členové spolku podílí na organizaci víkendového soustředění Fluorescenční noc, které se koná až šestkrát ročně v prostorách Přírodovědecké fakulty Univerzity Karlovy, kde jsou pro studenty zajištěny přednášky a exkurze, je jim umožněno pracovat s fluorescenčním mikroskopem a prohlédnout si učebny a laboratoře fakulty. Jednu do roka je pořádána také výjezdní akce na některé z biologicky cenných území v České republice a také jedna zahraniční expedice směřovaná typicky do Středomoří.

### Biologický kroužek
Další aktivitou Sdružení Arachne je záštita biologického kroužku, který se schází každý týden na Přírodovědecké fakultě Univerzity Karlovy a jehož náplní jsou především odborně zaměřené přednášky a exkurze do přírody hlavního města Prahy.

### Korespondenční seminář Biozvěst
V neposlední řadě zajišťuje Sdružení Arachne chod korespondenčního semináře Biozvěst. Ten byl založen v roce 2012 jako vůbec první český biologický korespondenční seminář. Pro úspěšné řešitele úloh je každoročně organizováno soustředění, jehož program je tvořen především botanicko-zoologickými exkurzemi.

### Účast na Ekologické olympiádě
Sdružení Arachne tradičně vysílá vlastní tým na středoškolskou soutěž s názvem Ekologická olympiáda.